# Lluís Solà
Lluís Solà i Sala (n. Vic, 25 de enero de 1940) es un poeta, dramaturgo y traductor español.
En su faceta de dramaturgo, Lluís Solà ha llevado a escena obras de Strindberg, Esquilo o Brossa, entre otros, y también ha estrenado obras propias. Ha estrenado cinco piezas de teatro propias y ha sido director de escena de más de una cincuentena de obras clásicas y contemporáneas, entre las cuales la pieza de teatro nô Semimaru, con escenografía de Antoni Tàpies y música de Josep Maria Mestres Quadreny. También ha dirigido montajes de poetas como J.V.Foix, Joan Vinyoli y Miquel Bauçà. Fundó y dirigió el Centro Dramático de Osona y fue profesor en el Instituto del Teatro entre los años 1975 y 2005. Director del grupo La Jaula de Vic, del 1963 al 1979, también se ha dedicado activamente a la traducción de autores extranjeros famosos como Kafka, Rilke, Rimbaud o Pessoa.
En el campo editorial, Solà colaboró en la revista Inquietud y, años más tarde (1977), es uno de los impulsores de la revista de poesía Reducciones, de la que es director.
Ha sido homenajeado en la décima edición de la Marcha de los Vigatans en septiembre de 2012.

## Premios literarios
- Premis Literaris de Cadaqués-Quima Jaume de reconeixement a la creació poètica, 2001: De veu en veu : obra poètica I (1960-1999)
- Premi de la crítica - poesia catalana, 2001: De veu en veu : obra poètica I (1960-1999)

## Obras
Poesía
- Laves, escumes. Barcelona: Lumen, 1975
- L'herba dels ulls. Barcelona: Eumo - Cafè Central, 1993
- De veu en veu : obra poètica I (1960-1999). Barcelona: Proa, 2001
- L'arbre constant: obra poètica II (1994-2000). Barcelona: Proa, 2003
- Entre bellesa i dolor : Obra poètica inèdita. Barcelona: Ed. 62, 2010
- Al llindar de l'ara. Palma de Mallorca: Moll, 2010

Estudios literarios 
- La paraula i el món : assaigs sobre poesia. Barcelona: L'Avenç, 2013

## Traducciones[5]
Traducciones del alemán al catalán
- DÜRRENMATT, Friedrich. Grec busca grega. Barcelona: Edicions 62, 1966.
- KAFKA, Franz. El castell. Barcelona: Ayma, 1971.
- HANDKE, Peter. La cavalcada sobre el llac de Constança. Estrenada pel grup La Gàbia de Vic, 1980. Barcelona: Edicions del Mall, 1984.
- PAPPENHEIM, Fritz. L'alienació de l’home modern. Barcelona: Novaterra, 1968. [assaig]

Traducciones del inglés al catalán
- BECKETT, Samuel. Fi de partida. Estrenada pel grup La Gàbia de Vic, 1979. Barcelona: Diputació Provincial de Barcelona; Institut d'Edicions, 1990.
- GOLDMANN, Lucien,El mètode estructuralista genèric en història de la literatura. Inquietud artística, 36 (1966).
- POUND, Ezra. Retrospecció. Reduccions, 54 (1992).

Traducciones del griego clásico al catalán
- SOFOKLES. Antígona. Traducció en vers. Estrenada pel grup La Gàbia de Vic, 1963. Inèdita.

Traducciones del japonés al catalán
- ZEAMI. Semimaru. Estrenada a l’Aliança del Poble Nou, 1966. Inèdita. [Traducció indirecta del francès].

Traducciones del sueco al catalán
- STRINDBERG, August. El guant negre. Estrenada al Teatre Romea sota la direcció d’Hermann Bonnin, 1981. Inèdita.